# Вирц, Антуан Жозеф
Антуа́н Жозе́ф Вирц (фр. Antoine Joseph Wiertz; 22 февраля 1806, Динан — 18 июня 1865, Брюссель) — бельгийский живописец и скульптор романтического направления.

## Биография
Выпускник Антверпенской академии художеств, где его наставниками были Геррейнс и Ван Брэ. В период с ноября 1829 по май 1832 года жил в Париже, где посещал Лувр, изучал старых мастеров и восхищался произведениями Микеланджело и Рафаэля.
Вернувшись в 1832 году на родину, Вирц предпринял вторую попытку победить в Большом конкурсе и выиграл Римскую премию Академии художеств. В мае 1834 года отправился за казённый счёт в Италию, где прожил до февраля 1837 года. В Риме Антуан поступил во Французскую академию. Тяготел к монументальности в размерах — одна из картин, «Идеал Королевы» (1856), была спроектирована в 45 метров высотой, но не была закончена. Писал работы на религиозные темы, небольшие остроумные жанровые сценки, реалистические портреты («Портрет матери художника», 1838; Королевский музей изящных искусств, Брюссель). Смерть матери в 1844 году стала страшным ударом для художника. В 1845 году Антуан покинул Льеж, в котором жил и работал продолжительное время, и поселился в Брюсселе.
Автор полемических сочинений и трактатов об искусстве, в том числе «Похвала Рубенсу» (1841) и «Трактат об основном характере фламандской живописи». За эти сочинения дважды удостаивался премии Брюссельской академии. Выступал в качестве художника-иллюстратора; создал портреты Квазимодо и Эсмеральды — героев романа Виктора Гюго «Собор Парижской Богоматери». В последние годы жизни обратился к скульптуре, которой увлекся ещё в молодости, и вылепил три группы: «Рождение страстей», «Борьба света с мраком» и «Торжество света» («Триумф света»). Оставил несколько автопортретов.
Скончался в своей мастерской. Его останки были забальзамированы в соответствии с древнеегипетским обрядом погребения и похоронены в склепе муниципального кладбища Икселя.
После смерти Вирца мастерская стала собственностью государства и была превращена в музей, носящий имя художника (фр. Musée Antoine Wiertz). В нём хранятся 42 картины Вирца.

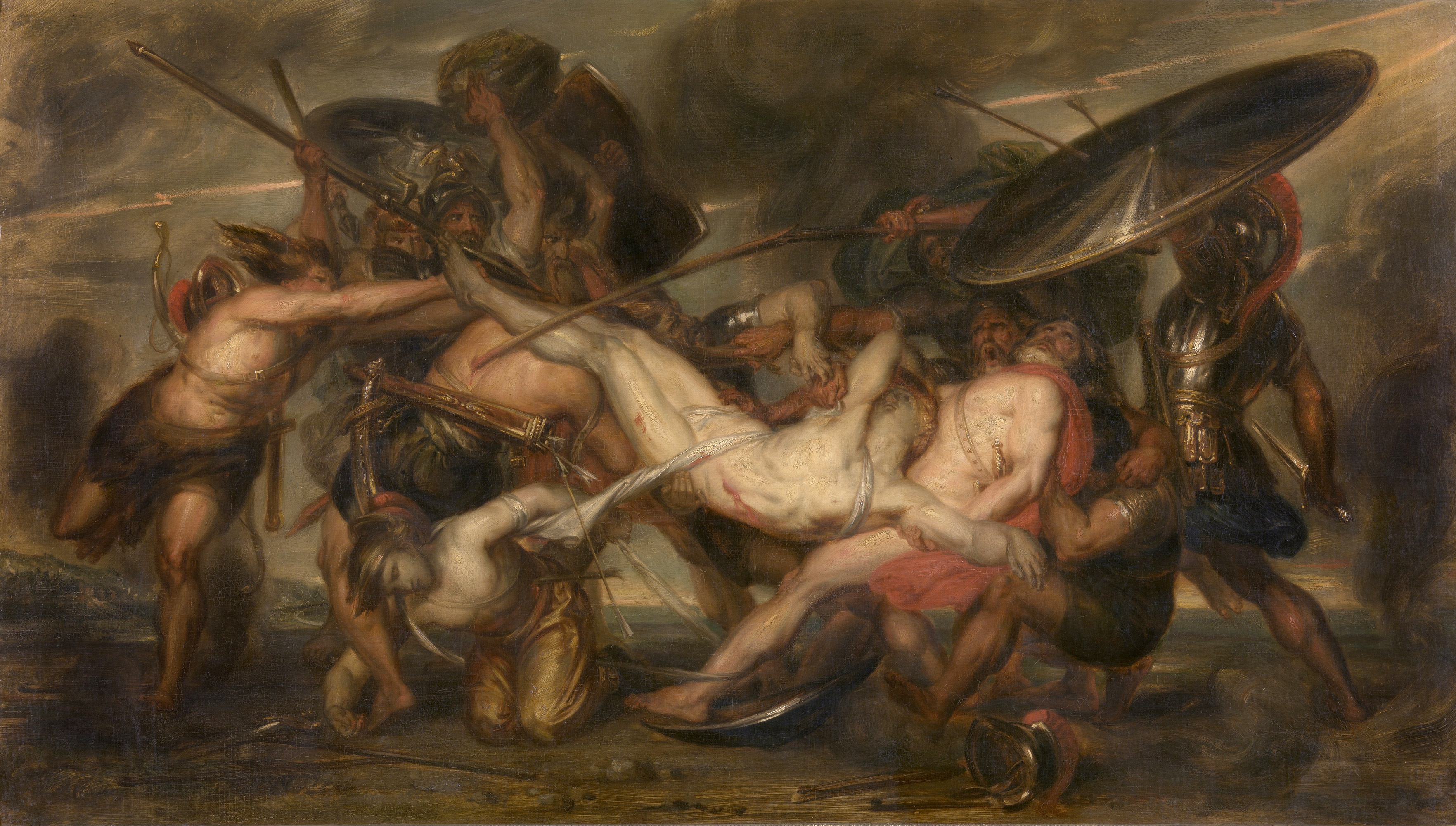
Борьба греков с троянцами за тело Патрокла (фр. Les Grecs et les Troyens se disputant le corps de Patrocle). 1844—1845
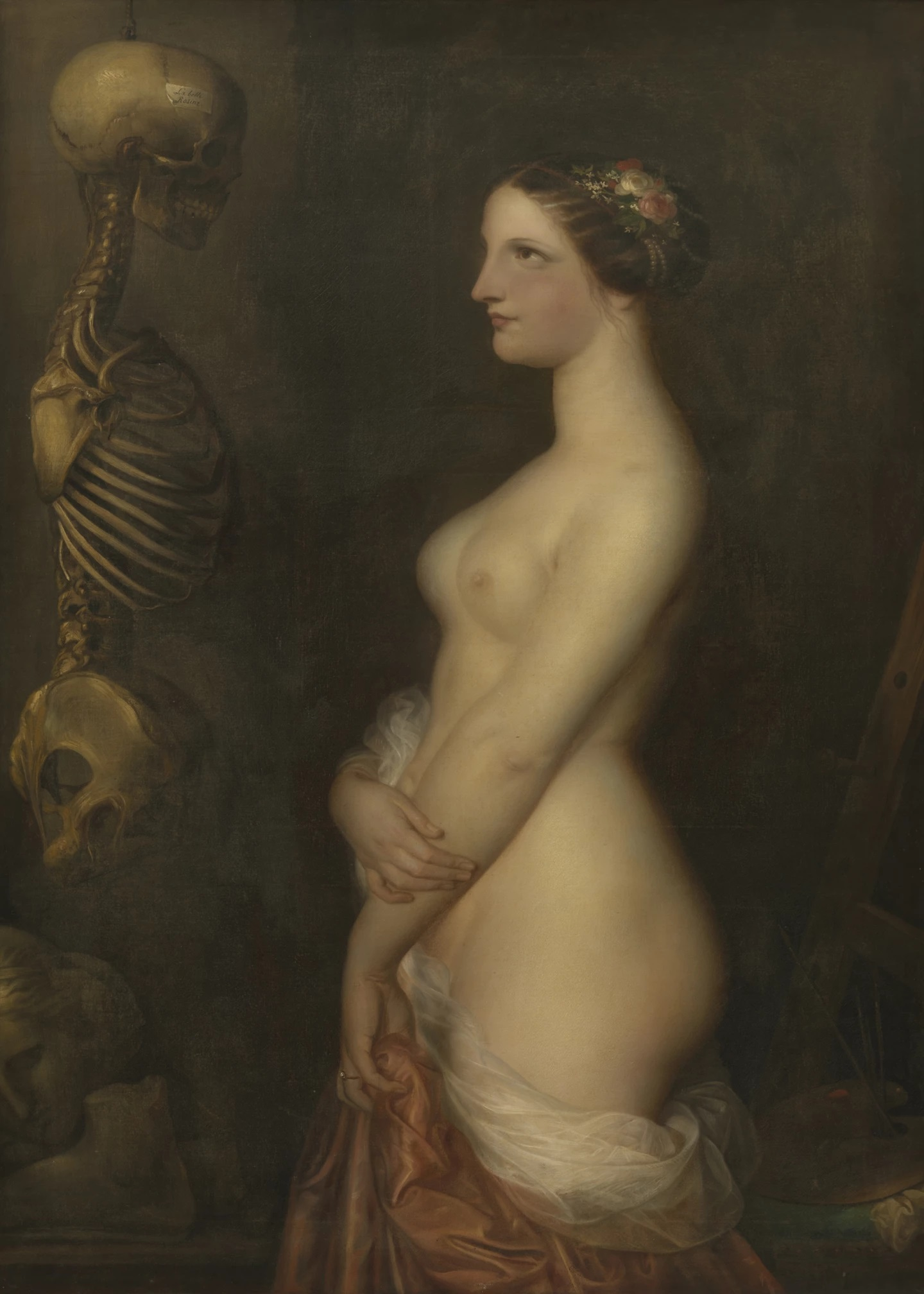
Две девушки, или Прекрасная Розина (фр. Deux jeunes filles ou La Belle Rosine). 1847
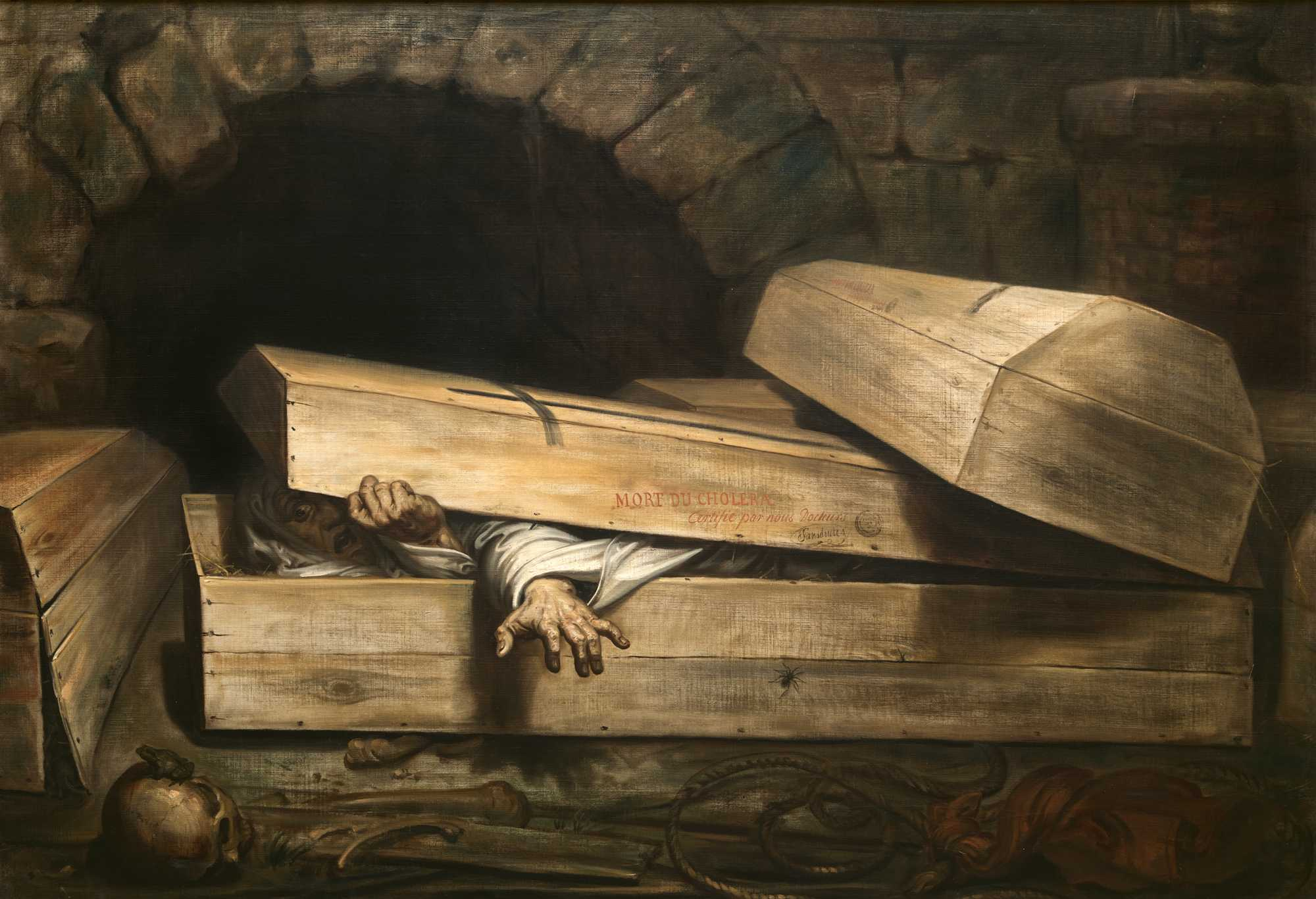
Преждевременное погребение (фр. L’inhumation précipitée). 1854
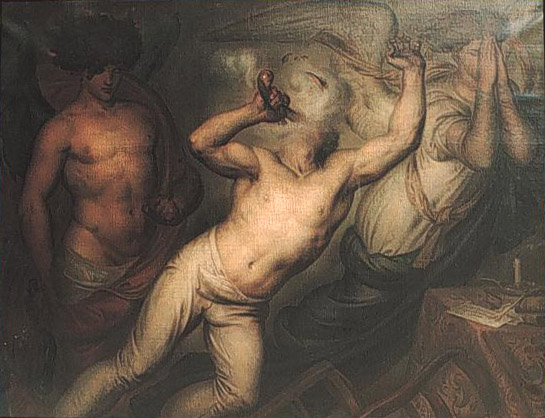
Самоубийство (фр. Le Suicide). 1854